# المقاتل (فلم 2022)
المُقاتل هو فيلم إثارة هندي لعام 2022 بلغة نيو-نوار من إخراج بوشكار غياثري، من بطولة سيف علي خان وهريثيك روشان، بدأ إنتاجه في أكتوبر 2021 وانتهى في يونيو 2022، أصدر الفيلم بشكل مسرحي في جميع أنحاء العالم في 30 سبتمبر 2022. يروي الفيلم قصة ضابط شرطة مخضرم نزيه يسعى لتنفيذ مهمته والنجاح في تتبع وقتل رجل عصابات لا يقل عنه قوة.

## روابط خارجية
- مقالات تستعمل روابط فنية بلا صلة مع ويكي بيانات